# Омега² Водолея
Омега² Водолея (лат. ω² Aquarii), 105 Водолея (лат. 105 Aquarii), HD 222661 — тройная звезда в созвездии Водолея на расстоянии приблизительно 158 световых лет (около 49 парсеков) от Солнца. Видимая звёздная величина звезды — +4,484m.

## Характеристики
Первый компонент — бело-голубая звезда спектрального класса B9V. Масса — около 2,46 солнечной, радиус — около 1,94 солнечного, светимость — около 37 солнечных. Эффективная температура — около 10375 К.
Второй компонент (Глизе 9836 Ba), источник рентгеновского излучения, удалён на 5,7 угловых секунды.
Третий компонент (Глизе 9836 Bb) — оранжевый карлик спектрального класса K7Ve.